# Sankt Elisabeths Hospital
Sankt Elisabeths Hospital, Hans Bogbinders Allé, Sundby over for Sankt Annæ Kirke var et katolsk hospital i København. 1. april 1997 blev hospitalet lagt sammen med Amager Hospital, som nu bruger bygningerne, og inddraget i Hovedstadens Sygehusfællesskab (nu Region Hovedstaden).
Hospitalet blev stiftet af Sankt Elisabethsstiftelsen (søstrene virkede i byen ved ambulant sygepleje fra 1897). Grundstenen blev nedlagt 1. oktober 1904, og bygningen blev opført 1904-05 i nationalromantisk stil på en 24.000 kvadratalen stor grund efter tegning af arkitekt Emil Jørgensen af røde mursten med anvendelse af granit, kalksten og klæbersten. Over hovedindgangens portal findes en statue af Sankt Elisabeth. Hospitalet kunne ved indvielsen 30. oktober 1905 rumme 60 senge. Hospitalets forhal og hovedtrappe blev 1928-35 udsmykket med freskomalerier af Jais Nielsen. Motiverne er fra Sankt Elisabeths liv og legender, og er skænket af Ny Carlsbergfondet. Skt. Elisabeth Hospital blev udvidet både i 1924 og 1932.
Sankt Elisabeth Søstrenes nonneorden drev hospitalet frem til 1. april 1970, hvor de overdrog hospitalet til Københavns Amt. Skt. Elisabeth Hospital blev løbende moderniseret og udbygget. I 2010 overdrog Region Hovedstaden bygningerne på Hans Bogbinders Allé til Københavns Kommune, der i dag anvender bygningerne som "Sundhedshus Amager".